# Charles Marion
Charles Léonce Pierre Marion (* 14. Januar 1887 in Saint-Germain-en-Laye; † 16. November 1944 in Annecy) war ein französischer Dressurreiter.

## Karriere
Marion gewann bei den Olympischen Spielen 1928 in Amsterdam die Silbermedaille in der Einzelwertung der Dressur. Mit der französischen Mannschaft belegte er dort den vierten Platz. Vier Jahre später wiederholte er bei den Olympischen Spielen 1932 in Los Angeles seinen zweiten Platz in der Einzelwertung und sicherte sich mit der Equipe zudem die Goldmedaille in der Mannschaftswertung. Alle seine olympischen Erfolge errang er mit dem Hengst Linon.
Marion entstammte einer Familie mit militärischem Hintergrund. Zu Beginn des Zweiten Weltkriegs war er zunächst als Oberst im Einsatz, wurde jedoch bald darauf als stellvertretender Militärattaché an die französische Botschaft in London versetzt. 1942 wurde er zum General ernannt und übernahm die Funktion eines Präfekten im Vichy-Regime. Nach der Befreiung Frankreichs wurde er im Oktober 1944 verhaftet und von einem Kriegsgericht zum Tode verurteilt. Noch vor der Vollstreckung des Urteils wurde er im November 1944 von Angehörigen der Résistance entführt und am selben Tag hingerichtet.